# Edmundo Lins
Edmundo Pereira Lins (Serro, 13 de dezembro de 1863 — 10 de agosto de 1944) foi um jornalista, jurista e magistrado brasileiro.
Filho de Miguel Pereira Lins e Antônia Ferreira Campos Lins, formou-se na Faculdade de Direito de São Paulo, em 1889.
Estudou no Seminário de Diamantina e fez o curso de Ciências Jurídicas na Faculdade de Direito de São Paulo. Filiou-se ao Partido Republicano Paulista (PRP) em 1886, tornando-se redator-chefe do jornal "O Movimento". Foi promotor público em Jundiaí, depois juiz em diversas comarcas, até ser nomeado ministro do Supremo Tribunal Federal por Venceslau Brás, em 1917, sucedendo Pedro Antônio de Oliveira Ribeiro, e sucedido por Armando de Alencar. Foi nomeado presidente do Supremo Tribunal Federal em 1 de abril de 1931, presidiu-o de abril de 1931 até a aposentadoria, em novembro de 1937. Foi fundador do Instituto Histórico-Geográfico de Minas Gerais (IHGMG), professor e diretor da Faculdade Livre de Direito de Minas Gerais.
Foi jornalista em jornais republicanos e autor de livros de direito.